# هوهانس دیوانیان
هوهانس مارتیروسی دیوانیان (ارمنی: Հովհաննես Մարտիրոսի Դիվանյան؛  زادهٔ ۲۷ اکتبر ۱۹۵۲) هنرمند رقصنده باله  و استاد رقص اهل ارمنستان است.

## زندگی‌نامه
وی در ۲۷ اکتبر ۱۹۵۲ در ایروان به دنیا آمد و از مدرسه رقص ایروان فارغ‌التحصیل گشت. النا پاولیدی همسر و ماریا دیوانیان دختر وی می‌باشند. همچنین برنده جوایزی همچون هنرمند مردمی ارمنستان شوروی (۱۹۸۴) شد.

## فعالیت‌ها
- اسپارتاکوس آرام خاچاتوریان - Սպարտակ, Կրասոս
- گایانه آرام خاچاتوریان - Գիքո
- آرای زیبا و شامیرام گریگور یغیازاریان - Արա, Նինոս
- رومئو و ژولیت سرگئی پروکفیف - Տիբալդ
- ماوری پاوانا هنری پرسل - Օթելլո, Յագո
- دریاچه قو پیوتر ایلیچ چایکوفسکی - Ռոտբարտ
- داویت ساسونی ادگار هوهانیسیان - Մսրա Մելիք

## فیلم‌شناسی
- -فیلم‌اپرای آلماست - نادرشاه (۱۹۸۵)

## یادداشت
1. ↑  Երևանի պարարվեստի ուսումնարան